# Casa Daniel R. Bigelow
La Casa Bigelow, también conocida como el Museo de la Casa Bigelow, es una casa museo histórica ubicada en el n.º 918 de Glass Avenue Northeast, en el barrio Bigelow de Olympia, Washington. Construida por Daniel Bigelow en 1854, la casa fue diseñada en estilo gótico carpintero. Fue inscrita en el Registro Nacional de Lugares Históricos en 1979.

## Historia
Daniel Bigelow, graduado de la Facultad de Derecho de Harvard, llegó a Olympia en 1851 tras cruzar la ruta de Oregón. Se apoderó de un 160 acres (0,6 km²), reclamo de tierras donado a este del nuevo pueblo donde construyó una cabaña cerca de un manantial artesiano con vistas a Budd Inlet, en el sur del estrecho de Puget. En 1854, Bigelow se casó con Ann Elizabeth White, una de las primeras maestras de escuela del Territorio de Washington. Construyeron la casa actual durante el verano de ese año, donde criaron a ocho hijos.
Los Bigelow participaron activamente en diversas causas políticas, como la templanza, el sufragio femenino y la educación pública. A lo largo de los años, numerosas figuras históricas los visitaron, como el jefe de Snoqualmie, Patkanim, la sufragista Susan B. Anthony y George Pickett cuando este estuvo destinado en el territorio antes de la Guerra de Secesión. Los Bigelow también fueron familia anfitriona de algunas de las jóvenes Mercer cuando llegaron en 1866.Los Bigelow vivieron en la casa hasta su fallecimiento: Daniel en 1905 y Ann Elizabeth en 1926. La casa permaneció en manos de la familia Bigelow hasta 1994, cuando sus propietarios, Daniel S. Bigelow (nieto de Daniel y Ann Elizabeth) y Mary Ann Campbell Bigelow, ayudaron a fundar la Asociación para la Preservación de la Casa Bigelow (BHPA), una organización sin fines de lucro, para protegerla de las constructoras. La BHPA restauró la casa a su aspecto original, nombrándola Museo de la Casa Bigelow en 1995. La familia Bigelow también mantuvo un contrato de usufructo vitalicio que les permitía permanecer en la casa de por vida.
Desde 2005, el Museo de la Casa Bigelow está abierto al público y exhibe muebles, fotos y documentos originales de la época territorial. Es una de las casas pioneras más antiguas e intactas de Washington. Además, es el eje central del barrio Bigelow, que incluye muchas casas construidas por las familias Bigelow y White.  En 2013, la BHPA se fusionó con la Sociedad Histórica de Olympia, convirtiéndose en la Olympia Historical Society and Bigelow House Museum.